# Brecha (geología)

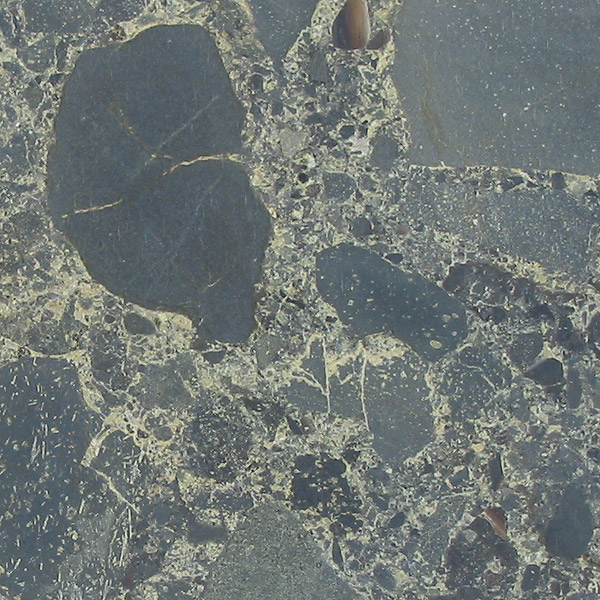
Brecha de basalto; la masa verde es de epidota.

En geología, brecha es una roca compuesta aproximadamente en un 50 % de fragmentos angulares de roca de tamaño superior a 2 milímetros unidos por un cemento natural. Según una versión la palabra deriva del griego que significa ‘roto’, en tanto para otros proviene del francés brèche, que a su vez deriva del fráncico breka ‘roto’, ‘hendidura’, hermano del neerlandés breken, de igual significado, del alemán brechen ‘romper’ y del italiano breccia ‘separado’, ‘roto’.
Los fragmentos constitutivos de los conglomerados y de las brechas son mayores que los de la arenisca, o sea más de 2 milímetros, pero la brecha se distingue de los conglomerados porque sus fragmentos constitutivos son angulares. Pueden distinguirse brechas monogénicas, compuestas de elementos de la misma naturaleza, y brechas poligénicas, compuestas de elementos de diferente naturaleza.

## Formación
La brecha se forma donde se deposita fragmentos angulares de rocas o de restos minerales. Uno de los lugares más comunes para encontrar brechas es en la base de un afloramiento donde se depositan los clastos por meteorización mecánica, también se hallan en depósitos de corriente a poca distancia del afloramiento y otros en un abanico aluvial.

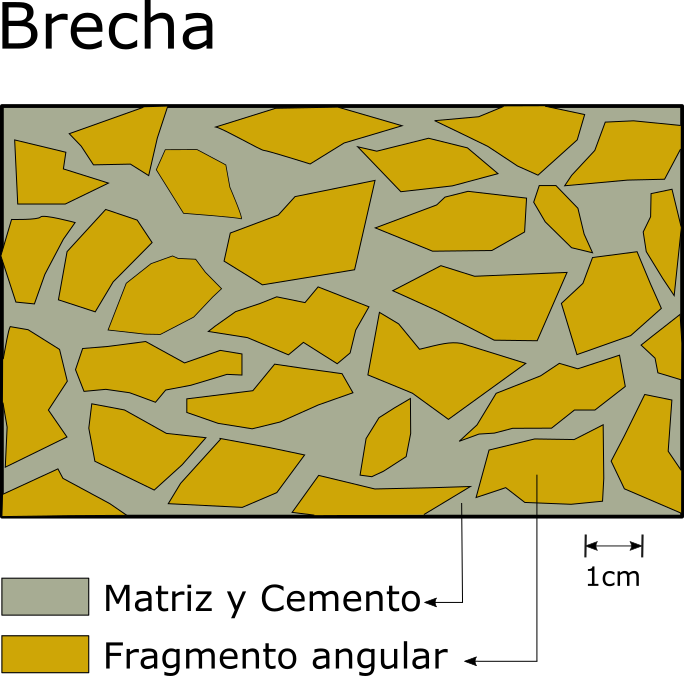
Sección de brecha sedimentaria, distinguiendo la matriz y el cemento con los fragmentos angulares.

Algunas brechas se originan a partir de depósitos de flujo de escombros. La característica de los clastos angulares muestra que no se han transportado muy lejos, ya que el transporte desgasta los bordes angulares  transformándose en clastos redondeados. Después de la deposición, los clastos están unidos por un cemento mineral o por una matriz de granos más finos que llena los espacios entre ellos.
En lugares áridos y semiáridos, la precipitación de cementos minerales en sedimentos o suelos de aguas poca profunda puede dar origen a la formación de extensos depósitos de caliche. Estas formaciones a menudo tienen la apariencia de brechas y se ajustan a la definición.

## Diferencia entre brecha y conglomerado
La brecha y el conglomerado son sedimentos muy similares. Ambas son rocas sedimentarias clásticas constituidas de fragmentos de más de dos milímetros de diámetro (> 2 mm). La diferencia está en la forma de los fragmentos grandes. En las brechas los fragmentos grandes tienen forma angular, pero en los conglomerados o pudingas los fragmentos son redondeados.
La forma de los fragmentos muestra una diferencia en qué tan lejos fueron transportados. Cerca del afloramiento donde los fragmentos fueron depositados por la meteorización mecánica, la forma es angular. Pero si durante el transporte por agua lejos del afloramiento, las puntas y los bordes afilados de esos fragmentos angulares se desgastan y redondean, los fragmentos redondeados formarían un conglomerado.

## Composición
La brecha tiene varias composiciones. Su composición está definida principalmente por la roca y el mineral a partir del cual se produjeron los fragmentos angulares. El ambiente del área de formación también puede influir en la composición. La mayoría de las brechas son una mezcla de fragmentos de roca y granos minerales. La brecha puede ser de cualquier color, el color de la matriz o cemento junto con el color de los fragmentos de roca angular determinan su color.

## Tamaño
Las brechas se distinguen y se nombran de acuerdo al tamaño de los clastos, aunque no hay un acuerdo estandarizado universal para esta nomenclatura. Una brecha compuesta principalmente de clastos de (2 a 4 mm), se llamaría brecha de guijas o gránulos; una brecha compuesta principalmente de clastos de (4 a 64 mm), se llamarían brecha de guijarros; una brecha compuesta principalmente por clastos de (64 a 256 mm), se llamaría brecha de cantos y una brecha compuesta principalmente por clastos de (>256 mm), se llamaría brecha de bloques.
| Tamaño (mm) | Nombre          | Tipo de roca        |
| ----------- | --------------- | ------------------- |
| >256        | Bloques         | Conglomerado/Brecha |
| 64-256      | Cantos          | Conglomerado/Brecha |
| 4-64        | Guijarros       | Conglomerado/Brecha |
| 2-4         | Gránulos/Guijas | Conglomerado/Brecha |

## Tipos de brechas
Se distinguen varios tipos de brechas según el proceso de formación:
- Brecha sedimentaria es aquella en que las piedras, así como los huesos, conchas y otros cuerpos, han sido sepultados por una capa de sedimentos muy finos que al consolidarse los han aprisionado en su seno. La tillita, por ejemplo, es una brecha glaciar formada al ser cubiertos los guijarros de una morrena por una espesa capa de arcilla.
- Brecha tectónica es la formada cuando al deslizarse los dos labios de una falla la presión engendrada por la fuerte fricción ha triturado la roca, cuyos fragmentos mayores han quedado después aglomerados por recristalización del polvo formado por los menores. Las cataclasitas (rocas fragmentadas) y las milonitas (fragmentación y deformación)[5] constituyen ejemplos de esta clase.
- Brecha volcánica es la constituida por derrubios de rocas volcánicas que han sido cementadas por la lava de las erupciones. Cabe aclarar que no se considera como roca sedimentaria, pues no ha sufrido erosión, transporte y sedimentación.[6]
- Brecha de impacto, que se origina como consecuencia de un impacto meteorítico, y que se pueden localizar en distintas partes del cráter.[7]
- Brecha hidrotermal, que por lo general se forman a nivel de la corteza terrestre a menos de un 1 kilómetro de profundidad, en un rango de temperatura entre 150 y 350 °C, cuando el movimiento sísmico o volcánico hace que se abra una cavidad a lo largo de una falla subterránea profunda. La cavidad atrae agua caliente y, a medida que cae la presión en la cavidad, el agua hierve violentamente.[8]

## Usos de la brecha
A menudo la brecha tiene un aspecto interesante y atractivo que la hace apropiada para aplicación como piedra arquitectónica. La palabra "brecha" se usa como nombre comercial para un grupo de productos de piedra de dimensión con un patrón angular roto. Nombres como "Breccia Oniciata", "Breccia Pernice" y "Breccia Damascata" son calizas y mármoles cortados y pulidos que revelan un patrón angular roto. Estos son nombres de propiedad aplicados a la roca de canteras específicas. Estas brechas pueden cortarse en losas como piedras arquitectónicas para chapas de interiores, azulejos y usarse como piedra de revestimiento, peldaños de escaleras, baldosas para pisos o paredes, vierteaguas de ventanas, encimeras y otras aplicaciones decorativas.
La brecha, tiene muy poca aplicación en la construcción. Se puede utilizar en obras civiles como relleno o base de carretera donde los requerimientos técnicos son mínimos. Extrañamente se usa en proyectos importantes, ya que su composición, grado de cementación y competencia son muy variables.